# George Florescu
George Florescu (n. 21 mai 1984, Cluj-Napoca, România) este un fotbalist român, care joacă pe post de mijlocaș la Sănătatea Cluj în Liga a III-a. Pe plan internațional, are prezențe la națională pentru România Sub-21 și România.

## Cariera de fotbalist
Și-a făcut junioratul la Universitatea Cluj, echipă la care a și debutat în fotbalul mare, în anul 2001. A jucat timp de trei sezoane pentru echipa clujeană, între 2001 și 2004, perioadă în care „Șepcile Roșii” evoluau în Divizia B. În 2004 a fost achiziționat de echipa Sheriff Tiraspol din Republica Moldova pentru care a evoluat alte trei sezoane. A câștigat de trei ori titlul de campion al Moldovei, și a jucat pentru Sheriff 12 meciuri în preliminariile Ligii Campionilor. În decursul carierei sale, George Florescu a jucat la diverse cluburi din Rusia. 
În septembrie 2006 a ajuns la echipa rusă Torpedo Moscova, care în acel moment juca în primul eșalon al fotbalului din Rusia. Moscoviții au retrogradat la finele sezonului, Florescu rămânând la Torpedo și în următorul sezon în care gruparea a evoluat în a doua divizie.
În 2008 a fost achiziționat de echipa daneză FC Midtjylland. A bifat 52 de meciuri în Superliga daneză. În 2010 a fost împrumutat în Rusia, la Alania Vladikavkaz. A devenit rapid titular al formației din Oseția de Nord, dar după ce echipa a retrogradat din prima divizie, contractul său a fost reziliat la începutul lui 2011. După o jumătate de an în care și-a căutat echipă, a semnat în iulie 2011 cu echipa ucraineană Arsenal Kiev. După câteva meciuri la Astra Giurgiu, Florescu a ajuns la echipa lui Dan Petrescu, Dinamo Moscova.

## Cariera la echipa națională
Pe 3 martie 2010 și-a făcut debutul la echipa națională de fotbal a României, într-un meci amical împotriva Israelului. La data de 5 iunie 2010 a înscris primul său gol la națională, într-o partidă de pregătire contra Hondurasului.

## Palmares
Sheriff Tiraspol
- Divizia Națională: 2004–05, 2005–06
- Cupa Moldovei: 2005–06
- Supercupa Moldovei: 2004, 2005

Midtjylland
- Superliga Daneză

Vicecampion: 2007–08
Alania Vladikavkaz
- Cupa Rusiei

Finalist: 2010–11